# Anthocarapa
Anthocarapa Pierre> é um género botânico pertencente à família Meliaceae.
As espécies do gênero são nativas da Malásia, Austrália e oeste do Pacífico.

## Espécies
- Anthocarapa balansana Pierre (1896)
- Anthocarapa nitidula (Benth.) Mabb. 1986
- Anthocarapa vieillardi Pierre

A espécie A. nitidula é conhecida  coloquialmente na Austrália como  cedro de incenso.